# Bronte, Sicilia
Bronte là một đô thị và cộng đồng (comune) ở tỉnh Catania trong vùng Sicilia miền nam nước Ý.
Đô thị Acireale có diện tích 249 ki lô mét vuông, dân số thời điểm năm 2009 là 19.424 người.
Đô thị này có các đơn vị dân cư (frazioni) sau:
Các đô thị giáp ranh: 